# تمرد الشمال
تمرد الشمال أو ثورة الشمال هي محاولة غير ناجحة قام بها نبلاء كاثوليك من إنجلترا الشمالية للتخلص من إليزابيث الأولى ملكة إنجلترا واستبدالها بماري ملكة اسكتلندا.

## خلفية
عندما خلفت إليزابيث الأولى أختها غير الشقيقة ماري الأولى على عرش إنجلترا عام 1558، كانت اعتلائها للعرش محط خلاف بسبب التشكيك بشرعية زواج أهل إليزابيث (هنري الثامن وآن بولين). وشهدت حقبة هنري الثامن ومستشاره توماس كرومويل انتقال السلطة بصورة تدريجية من المؤسسات التي على مستوى المناطق إلى السلطة الملكية. وشجع مستشاري إليزابيث من أمثال وليام سيسيل على السير على هذا النهج، وفضلت إليزابيث اتباع المقاربة المركزية في الحكم لا سيما بمنطقة الحدود الشمالية.
اعتبر المعارضين للملكة إليزابيث أن ماري ملكة اسكوتلندا هي سليلة مارغريت تيودور أخت هنري. وأول من أثار هذه المزاعم هو والد زوج ماري هنري الثاني ملك فرنسا، وأكدت ماري هذه المزاعم بعد عودتها إلى اسكوتلندا عام 1561.
قام الكثير من الكاثوليك الإنجليز الذين مثلوا نسبة عالية من الشعب آنذاك بدعم إدعاء ماري سعياً منهم لاسترجاع الفكر الكاثوليكي. وكان هذا الموقف قوياً في إنجلترا الشمالية بصورة خاصة حيث تواجد عدد من النبلاء الكاثوليك الأقوياء. وقامت عدة انتفاضات على هنري الثامن مثل حركة مهاجرو الرحمة عام 1536 وانتفاضة بيغود عام 1537. علق مؤيدو ماري آمالهم على الحصول على مساعدة فرنسا (بالنسبة للاسكتلنديين) وإسبانيا (بالنسبة للإنجليز). تعزز موقف ماري بعد ولادة ابنها جيمس عام 1566، ولكنه ضعُف مجدداً عقب خلعها عام 1567.

## التمرد في واستمورلند ونورثمبرلاند
قاد التمرد كل من إيرل واستمورلند السادس تشارلز نيفيل وإيرل نورثمبرلاند توماس بيرسي الذي قام بغزو دورهام في شهر نوفمبر عام 1569. وأقام توماس بولمتري قداساً محتفلاً في كاتدرائية دورهام. وسار المتمردون من دورهام متهجين جنوباً إلى برامهام مور، بينما عانت إليزابيث من استجماع قوات قادرة على مواجهتهم. ولكن تخلى المتمردون عن خططهم لحصار مدينة يورك وسيطروا على قلعة بارنارد عوضاً عن ذلك بسبب انتشار خبر استجماع إيرل ساسكس توماس رادكليف لقوات كبيرة. ومضوا إلى كليفورد مور ولكنهم لم يلاقوا دعماً شعبياً كبيراً. خرج 7,000 رجل من رجالات ساسكس من يورك ضد المتمردين البالغ عددهم 4,500 يوم 13 ديسمبر عام 1569، وتبعهم 12,000 رجل تحت أمرة بارون كلينتون. تراجع إيرلات المتمردين شمالاً وتشتت قواتهم في النهاية وفرت إلى اسكتلندا.

## مزيد من القراءة
- Fletcher, Anthony, and Diarmaid MacCulloch. Tudor rebellions (Routledge, 2015).
- Kesselring, Krista. The Northern Rebellion of 1569: Faith, Politics and Protest in Elizabethan England (Springer, 2007).
- Lowers, James K. Mirrors for rebels: a study of polemical literature relating to the Northern Rebellion, 1569 (University of California Press, 1953).